# Campeonato Africano de Futsal de 2000
El Campeonato Africano de Futsal de 2000 se llevó a cabo en El Cairo, Egipto del 16 al 21 de abril y contó con la participación de 4 selecciones mayores de África, una menos que en la edición anterior.
El campeón defensor Egipto revalidó el título tras ser el que hizo más puntos en el torneo.

## Resultados
| País      | Pts | J | G | E | P | GF | GC | GD  |
| --------- | --- | - | - | - | - | -- | -- | --- |
| Egipto    | 9   | 3 | 3 | 0 | 0 | 30 | 5  | +25 |
| Marruecos | 4   | 3 | 1 | 1 | 1 | 24 | 12 | +12 |
| Libia     | 4   | 3 | 1 | 1 | 1 | 15 | 19 | –4  |
| Sudáfrica | 0   | 3 | 0 | 0 | 3 | 5  | 38 | –33 |

| Local     | Resultado | Visita    |
| --------- | --------- | --------- |
| Egipto    | 3–2       | Marruecos |
| Sudáfrica | 2–6       | Libia     |
| Libia     | 1-9       | Egipto    |
| Marruecos | 14–1      | Sudáfrica |
| Marruecos | 8–8       | Libia     |
| Egipto    | 18–2      | Sudáfrica |

## Campeón
| Campeonato Africano de Futsal 2000 |
| ---------------------------------- |
| Bandera de Egipto                  |
| Egipto 2º Título                   |

## Clasificado al Mundial
- Egipto